# Platja d'El Dique
La Platja de El Dique, se situa en la localitat de Aramar, a la comarca del Cap de Peñas, en el concejo de Gozón, Astúries.

## Descripció
La platja té forma lineal, i presenta un jaç de poca sorra de gra mitjà i fosc amb afloraments rocosos.
Es pot observar la desembocadura del rierol Cañeo en la part aquest de la platja, en la qual es troben les restes del que va ser una antiga drassana artesanal, que va pertànyer a la família Artime durant molts anys i que era conegut amb el nom de “la Universitat”, ja que els treballadors tenien alta qualificació. Va ser la primera drassana que va haver-hi en Luanco, i era utilitzat per a la fabricació de petites embarcacions de pesca, podent-se distingir encara la presència d'uns dics malgrat el seu degradat estat de conservació.
No presenta cap mena de servei, ni tan sols de neteja, o senyalització de perill.
Està situada molt a prop de la platja d'Aramar, a la qual s'uneix quan hi ha baixamar, podent passar en aquest moment a l'illa del Carme des d'ambdues platges.